# تيوفيلو كروز
تيوفيلو كروز (بالإسبانية: Teófilo Cruz) مواليد 8 يناير 1942 في بورتوريكو - الوفاة 30 أغسطس 2005، كان لاعب كرة سلة بورتوريكي. بدأ مسيرته الاحترافية في سنة 1957. بلغ طوله 6 قدم 9 بوصة (2.1 م). مثّل منتخب بلاده. شارك في دورة الألعاب الأولمبية الصيفية سنة 1960. حقق المركز الثاني في دورة الألعاب الأمريكية 1975. اعتزل اللعب في 1982. دخل قاعة مشاهير الاتحاد الدولي لكرة السلة.

## سجل المنافسة
شارك في المنافسات التالية:
- الألعاب الأولمبية الصيفية 1960
- الألعاب الأولمبية الصيفية 1964
- الألعاب الأولمبية الصيفية 1968
- الألعاب الأولمبية الصيفية 1972
- الألعاب الأولمبية الصيفية 1976

## الميداليات
| الميدالية | المسابقة                    |
| --------- | --------------------------- |
| فضية      | دورة الألعاب الأمريكية 1975 |
| فضية      | دورة الألعاب الأمريكية 1971 |
| فضية      | دورة الألعاب الأمريكية 1959 |

## روابط خارجية
- تيوفيلو كروز على موقع الاتحاد الدولي لكرة السلة (الإنجليزية)
- تيوفيلو كروز على موقع الاتحاد الدولي لكرة السلة (الإنجليزية)
- تيوفيلو كروز على موقع الاتحاد الدولي لكرة السلة (الإنجليزية)
- تيوفيلو كروز على موقع سبورتس رفرنس (الإنجليزية)
- تيوفيلو كروز على موقع كلية كرة السلة في سبورتس رفرنس.كوم (الإنجليزية)
- تيوفيلو كروز على موقع ريلجم (الإنجليزية)
- تيوفيلو كروز على موقع سبورتس رفرنس (الإنجليزية)
- تيوفيلو كروز على موقع اللجنة الأولمبية الدولية (الإنجليزية)
- تيوفيلو كروز على موقع أوليمبيديا (الإنجليزية)